# Ashley Spencer
Ashley Spencer, född 8 juni 1993, är en amerikansk friidrottare.
Spencer blev olympisk bronsmedaljör på 400 meter häck vid sommarspelen 2016 i Rio de Janeiro.